# Charles A. Towne
Charles Arnette Towne, född 21 november 1858 i Oakland County i Michigan, död 22 oktober 1928 i Tucson i Arizona, var en amerikansk politiker. Han var senator för Minnesota 5 december 1900–28 januari 1901.
Towne avlade 1881 sin grundexamen vid University of Michigan at Ann Arbor. Han studerade sedan juridik och inledde 1885 sin karriär som advokat i Marquette. Han flyttade 1890 till Duluth, Minnesota.
Han inledde sin politiska karriär som republikan. Han representerade Minnesotas 6:e distrikt i USA:s representanthus 1895–1897. Han kandiderade 1896 till omval som obunden men förlorade valet. Han tackade nej till att bli Populistpartiets vicepresidentkandidat i presidentvalet i USA 1900.
Towne bytte sedan parti till demokraterna. Senator Cushman K. Davis avled 1900 och Towne blev utnämnd till senaten fram till fyllnadsvalet i januari 1901. Han efterträddes av republikanen Moses E. Clapp. Towne flyttade sedan till New York och representerade New Yorks 14:e distrikt i representanthuset, fortfarande som demokrat, 1905-1907.
Towne är begravd på Evergreen Memorial Park i Tucson i Arizona.